# بيل ستيوارت (مدرب رياضي)
بيل ستيوارت (بالإنجليزية: Bill Stewart) هو مدرب رياضي أمريكي، ولد في 11 يونيو 1952 في غرافتون في الولايات المتحدة، وتوفي في 21 مايو 2012 بسبب نوبة قلبية.